# Slaget ved Uddevalla
Slaget ved Uddevalla fandt sted den 28. august 1677 tæt på Uddevalla i Bohuslän. Slaget var en del af den skånske krig, der igen var en del af den Den fransk-hollandske krig.
Slaget stod mellem en dansk-norsk hær, der var ledet af Ulrik Frederik Gyldenløve og en svensk hær, der var ledet af Magnus Gabriel De la Gardie. Slaget endte med sejr til Danmark-Norge, primært på grund af manglende erfaring blandt de svenske rekrutter og De la Gardies inkompetence.